# Ахмед Мостафа Тагер
Агмед Мостафа Тагер (араб. أحمد مصطفى, англ. Ahmed Mostafa Taher; нар. 21 жовтня 1997) — єгипетський футболіст, півзахисник ФК «Смуха».

## Клубна кар'єра
Агмед Мостафа перейшов до ФК «Гент» з єгипетського ФК «Петроджет» 31 травня 2018 року. З ФК «Гент» Агмед Мостафа підписав контракт до 2021 року.
Дебютував за ФК «Гент» у Лізі Жупіле 2 вересня 2018 року в грі з ФК «Серкль» (Брюгге).

## Міжнародна кар'єра
Мостафа вииступав за молодіжну збірну Єгипту на Кубку Африканських націй U-20, який проходив у Замбії з 26 лютого по 12 березня 2017 року.